# Розуел (сериал)
Вижте пояснителната страница за други значения на Розуел.
„Розуел“ (на английски: Roswell) е американски сериал, излъчван в периода 1999 – 2002 г. Базиран е на книгата „Roswell High“ на Мелинда Метц.

## Резюме
През 1947 г. в пустинята на Ню Мексико, близо до град Розуел се разбива космически кораб. След 42 години няколко деца са намерени в близост до мястото, те биват осиновени и отгледани като хора, но всъщност са различни. Притежават необикновени способности, но никой не знае тяхната малка тайна, до деня в който едно момиче е застреляно в ресторантчето „Крашдаун“ и единият от тях – Макс я връща към живот благодарени на свръхчовешките си способности. Покрай цялата странна ситуация, Макс признава на Лиз истината за себе си и останалите извънземни в града и се сближава с нея. По-късно за тях научават още няколко души, приятели на Лиз. Но местният шериф Кайл Валенти подозира нещо, вярва в съществуването на извънземни и подозира Макс и останалите, междувременно се заместват и хора от тайнствена правителствена агенция и нещата стават наистина напечени. Извънземните не знаят нищо за себе си, докато не откриват, че на земята има и други като тях, научават за съществуването поне на един друг като тях от тайнствен индианец от близкия резерват и започват да го търсят. Но когато го намират той не е сам, с него е и още едно извънземно момиче Тес, заедно научават много важни неща за себе си, включително за съществуването на нови много опасни врагове.